# يوري باسكاكوف
يوري فاليرييفيتش باسكاكوف (بالروسية: Баскаков, Юрий Валерьевич)‏ (مواليد 10 مايو 1964 في موسكو) حكم كرة قدم روسي . بدأ مسيرته التحكيمية في سنة 1996 . قرر الاتحاد الدولي لكرة القدم اعتماده حكما دولياً في سنة 1998 .

## روابط خارجية
- يوري باسكاكوف على موقع Soccerway.com (الإنجليزية)